# Mexikansk hornhaj
Mexikansk hornhaj (Heterodontus mexicanus) är en haj som finns vid västra Amerikas kust. Familjen är mycket gammal, och går tillbaka till tidigt mesozoikum.

## Utseende
Arten är en mycket liten haj; hanen blir som mest 55 cm, honan 70 cm. Den är kraftigt byggd med stort, trubbigt huvud, liten mun och tydliga åsar ovanför ögonen. Som alla tjurhuvudhajar har den två typer av tänder: Framtänderna är små, med tre korta spetsar för att hålla fast bytet, de bakre utgörs av flata plattor avsedda att krossa det. De två ryggfenorna har båda en tagg i framkanten. Kroppen är ljusare eller mörkare grå med stora, svarta fläckar, ett ljust band mellan ögonen och en suddig, mörk fläck under varje öga. På sidorna har den flera, stora hudtänder, som får sidorna att kännas sträva.

## Vanor
Arten är en bottenlevande fisk som finns i varmtempererade och tropiska vatten. Den uppehåller sig vid rev, korallrev, klipp- och sandbotten ner till djup mellan 20 och 50 m. Födan består av krabbor och bottenfiskar som bland annat paddfiskar. Arten är äggläggande med en 8 till 9 cm lång äggkapsel, som är försedd med spiralvridna flänsar och långa trådar som fäster sig i vattenvegetation och dylikt. Hanen blir könsmogen vid en längd mellan 40 och 50 cm.

## Utbredning
Den mexikanska hornhajen finns i östra Stilla havet utanför Mexiko, från Costa Rica till Colombia och troligtvis också Ecuador och Peru.

## Status
Arten fiskas inte aktivt, men när den tas som bifångst vid annat fiske används den i regel för tillverkning av fiskmjöl. På grund av det dåliga kunskapsläget har IUCN klassificerat den under kunskapsbrist ("DD").